# Ночные заморозки

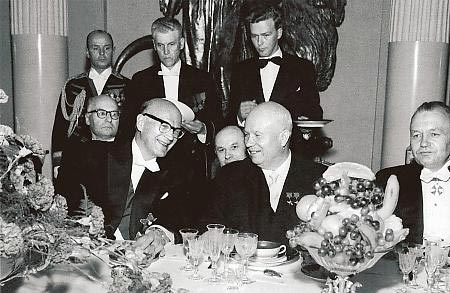
Никита Хрущёв и Урхо Кекконен, 1960

Ночные за́морозки — кризис в советско-финских отношениях 1958 года. Осенью 1958 г. в отношениях Финляндии и СССР начался кризис, известный под названием «Ночные заморозки» (фин. yöpakkaset). Основанием для этих событий послужило недовольство Советского Союза внутриполитической ситуацией в Финляндии, особенно составом третьего правительства Фагерхольма. На пике кризиса Советский Союз отозвал своего посла из Хельсинки, вынудив этим финское правительство подать в отставку. Никита Хрущёв объявил, что в отношениях Финляндии и Советского Союза наступили «ночные заморозки».

## Причины кризиса
Кризис начался в 1958 году, когда новое правительство Финляндии, возглавляемое премьером Фагерхольмом, не было признано Советским Союзом. Недовольство СССР было вызвано прежде всего тем, что в правительство вошли члены правого крыла социал-демократической партии Вяйнё Лескинен и Олави Линдблом, при поддержке председателя этой партии Вяйнё Таннера, которого Советский Союз считал виновным в начале советско-финской войны.
Активно участвовавший в переговорах по формированию будущего правительства Йоханнес Виролайнен (Крестьянский союз), ставший впоследствии министром иностранных дел, обращался к Вяйнё Таннеру, предлагая не допустить Вяйнё Лескинена в правительство. Президент Финляндии Урхо Кекконен заранее предупредил Виролайнена, что ему не стоит входить в один состав правительства вместе с Лескиненом. В это время проходило празднование 40-летнего юбилея Коммунистической партии Финляндии. Первоначально в составе приглашенной из СССР делегации был Отто Вилле Куусинен, считавшийся изменником родины как глава «Териокского правительства» и вследствие этого не получивший визы по решению ещё предыдущего правительства совместно с президентом Кекконеном. Никита Хрущёв понимал причины отказа Куусинену в визе, но главный печатный орган СССР «Правда» использовал этот случай в пропаганде против правительства Фагерхольма.

## Попытки оказания давления на Финляндию со стороны Советского Союза
В начале кризиса Советский Союз оказывал на Финляндию только экономическое давление, но осенью оно сместилось на политический и вполне конкретный уровень. Посол СССР в Хельсинки Виктор Лебедев отправился в Москву в начале октября без положенного протоколом визита к министру иностранных дел Йоханнесу Виролайнену. Через некоторое время СССР объявил, что Лебедев был переведен на другой участок работы, при этом имени преемника на его должность в Хельсинки названо не было. В ноябре руководство Крестьянского союза признало ситуацию неприемлемой и уполномочило министров партии выйти из правительства. Негласно Кекконен тоже стал готовиться к отставке назначенного им правительства.
В конце концов, 4 декабря Йоханнес Виролайнен объявил о выходе из правительства, после чего премьер-министр Фагерхольм предложил распустить правительство целиком. 10 декабря президент Урхо Кекконен в своей речи среди прочего упомянул, что «в последнее время в Финляндии разрушают фундамент под политикой добрососедства Финляндии и СССР», и «ушедшее в отставку правительство не приняло ни одного решения, направленного на изменения во внешней политике». 13-го января 1959 на смену кабинета Фагерхольма президент назначил образованное Виено Сукселайненом правительство, состоящее почти полностью из членов Крестьянского союза.
«Ночные заморозки» привлекли к себе внимание и на Западе. В конце ноября 1958 года американский сенатор Хьюберт Хампфри по пути в Москву сделал остановку в Хельсинки и провел встречу с Урхо Кекконеном в президентской резиденции Тамминиеми. Во время встречи Хампфри заявил, что США готовы экономически поддержать Финляндию в ее противостоянии давлению СССР. Оказавшись в затруднительном положении, министр иностранных дел Финляндии в итоге решил отклонить предложение США, опасаясь, что подобная помощь может нанести международной репутации Финляндии больше вреда, чем пользы. Во время встречи с Хрущёвым в Кремле Хампфри упрекнул Советский Союз в попытке политико-экономического давления на Финляндию, но Хрущёв сделал вид, что не понял, о чем идет речь.

## Окончание кризиса
Кризис был разрешен во время официально объявленного частным визита в Ленинград президента Урхо Кекконена с супругой, госпожой Сюльви Кекконен, в конце января 1959 года. Когда в то же время в город «случайно» прибыли из Москвы Никита Хрущев и министр иностранных дел СССР Андрей Громыко, Кекконен вызвал в Ленинград  Ахти Карьялайнена (был доверенным лицом президента), министра экономики и промышленности. При завершении переговоров Хрущев назвал основной причиной кризиса тот факт, что Советский Союз видел в составе правительства Финляндии «враждебные фигуры». Он добавил, что Финляндия хотя и имела право самостоятельно решать вопрос касательно состава своего правительства, Советский Союз также имел право решать, что он думает об этом правительстве.
Президент Урхо Кекконен, в свою очередь, считал главной причиной «ночных заморозков» разногласия внутри Социал-демократической партии. По возвращении в Финляндию 25 января, во время теле- и радиотрансляции Кекконен объявил, что «осенний кризис был глубже, чем мы представляли». Дипломатические отношения Советского Союза и Финляндии были восстановлены 3 февраля 1959 года после назначения на должность посла в Хельсинки заместителя министра иностранных дел Алексея Захарова.

## Последующие оценки
Когда Никита Хрущев в своем обращении из Ленинграда назвал Урхо Кекконена гарантом внешнеполитической линии Финляндии, произошедшие события стали рассматриваться как укрепление прежде слабой позиции Кекконена как главы государства во внутренней политике Финляндии. В течение последующих двадцати лет Кекконен контролировал решения об изменении в составе правительства, и ни одна партия или политик не могли войти в него без одобрения президента. Историки до сих пор не пришли к единому мнению, чем руководствовался Урхо Кекконен, принимая участие в отставке правительства Фагерхольма.